# Mordet på Marat
Denna artikel handlar om pjäsen.  För det verkliga mordet, se artiklarna om Jean Paul Marat och Charlotte Corday.

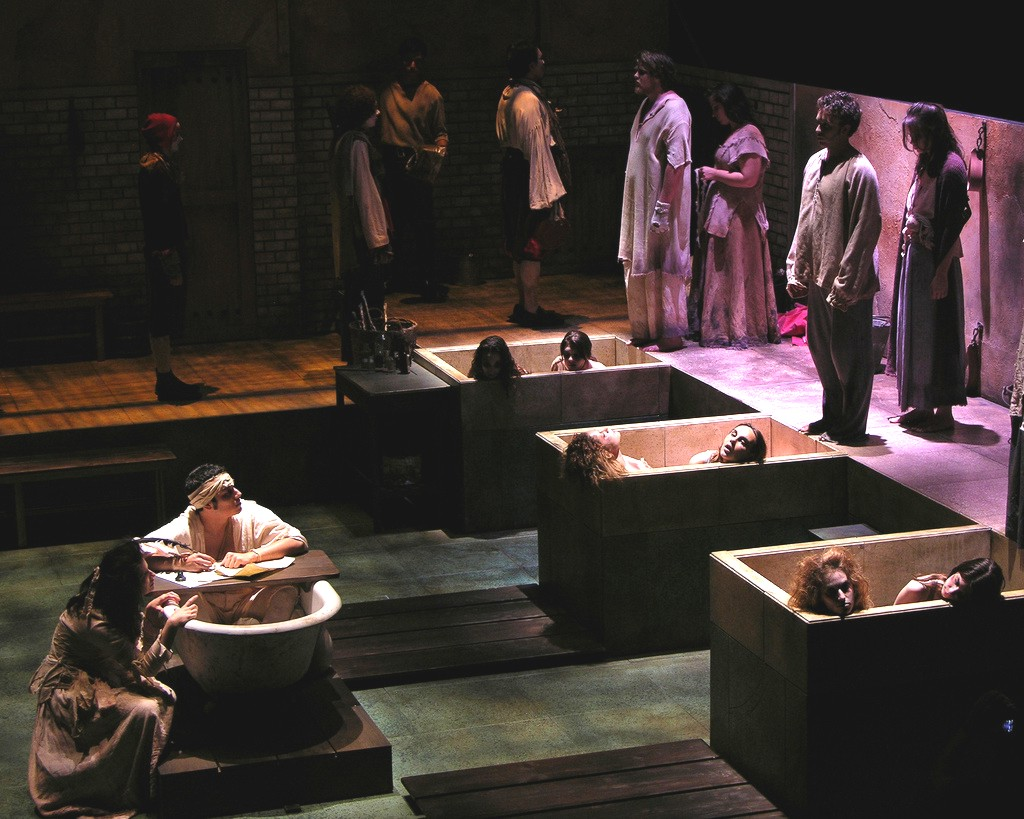
Marat/Sade i en uppsättning vid University of California, San Diego, 2005. Foto: Jeff Fightmaster.

Pjäsen Mordet på Marat eller Marat/Sade, vars fullständiga titel är Jean Paul Marat förföljd och mördad så som det framställs av patienterna på hospitalet Charenton under ledning av herr de Sade, är skriven av den tysk-svenske författaren och konstnären Peter Weiss. Pjäsen hade urpremiär 1964.
Peter Weiss skrev pjäsen på tyska, originaltiteln lyder: Die Verfolgung und Ermordung Jean Paul Marats, dargestellt durch die Schauspielgruppe des Hospizes zu Charenton unter Anleitung des Herrn de Sade.

## Handling
Mordet på Marat är ett idédrama  och ett metadrama. I dramat, som utspelar sig på mentalsjukhuset Charenton den 13 juli 1808, repeteras en pjäs om Charlotte Cordays mord på den franske revolutionären Jean Paul Marat den 13 juli 1793. Denna "pjäs i pjäsen" sätts upp av patienten Marquis de Sade  med andra intagna som skådespelare, under uppsikt av personalen och med mentalsjukhusets direktör, fru och dotter närvarande. I Mordet på Marat får vi följa detta märkliga repetitionsarbete och de diskussioner som uppstår mellan de närvarande.

## Kända uppsättningar
Mordet på Marat hade urpremiär 1964 på Schillertheater i Västberlin i regi av Konrad Swinarski.
Samma år hade den premiär på Royal Shakespeare Company i London i en uppsättning av Peter Brook och med Gunilla Palmstierna-Weiss dekor och kostymer. Denna uppsättning sattes även upp på Broadway 1965  och vann Tony Award för bästa pjäs, bästa regi och bästa kostymer.
Pjäsen hade svensk urpremiär i april 1965 på Dramaten med Palmstierna-Weiss scenografi. Stockholms stadsteater har satt upp pjäsen två gånger, 1980 i Etienne Glasers regi och 2008 i en uppsättning av Tobias Theorell.
Tom Segerberg regisserade en uppsättning för Svenska TV-teatern i Finland, Yleisradio, 1967 med Gustav Wiklund i rollen som Jean-Paul Marat och Pehr-Olof Sirén som Sade. 
1966 hade pjäsen premiär i Frankrike på Théâtre Sarah-Bernhardt i Paris i regi av Jean Tasso och Gilles Segal.

## Film
- Marat-Sade, av Peter Brook 1967 med Patrick Magee som de Sade, Ian Richardson som Marat och Glenda Jackson som Charlotte Corday.[1]